# Natalija Petrowna Igumnowa
Natalija Petrowna Igumnowa (russisch Наталия Петровна Игумнова; * 12. August 1939 in Moskau; † 9. Februar 2022 ebenda) war eine sowjetische bzw. russische Bibliothekswissenschaftlerin.

## Leben
Igumnowa, Tochter eines Chemieingenieurs, studierte nach dem Schulabschluss 1956 am Moskauer Bibliotheksinstitut mit Abschluss 1963. Während des Studiums und danach arbeitete sie als Bibliothekarin und Bibliographin.
Von 1968 bis 1979 war Igumnowa Vizedirektorin und dann Direktorin der Bibliothek des Moskauer Ingenieur-Physik-Instituts (MIFI). Sie verteidigte 1978 ihre Dissertation über Probleme der Informations- und bibliografischen Dienstleistungen für Wissenschaftler und -Fachleute an Hochschulen mit Erfolg für die Promotion zur Kandidatin der pädagogischen Wissenschaften. Auch war sie Mitglied des Präsidiums der Zentralen Kommission für Wissenschaftliche Methodik des Ministeriums für Höhere Bildung der UdSSR.
Igumnowa wurde 1979 Vizedirektorin der Staatliche Leninbibliothek der UdSSR, kurz Lenin-Bibliothek und ab 1992 Russische Staatsbibliothek.
Als Nachfolgerin Ljudmila Gwischiani-Kossyginas wurde Igumnowa 1987 Direktorin der Allunionsbibliothek für Ausländische Literatur in Moskau.
Bereits zwei Jahre später kehrte Igumnowa zurück in die Lenin-Bibliothek (Leiter der Allunionsbibliothek für Ausländische Literatur war nun Wjatscheslaw Iwanow). Von 1999 bis 2004 leitete sie die Abteilung für den Bibliotheksverkehr mit den Ländern der Gemeinschaft Unabhängiger Staaten und des Baltikums und wurde 2002 wissenschaftliche Hauptmitarbeiterin. Sie trug wesentlich zur Entwicklung der höheren Bibliothekarsausbildung bei.
In der International Federation of Library Associations and Institutions (IFLA) war Igumnowa Mitglied des Exekutivbüros (1989–1990) und 2. Vizepräsidentin (1991–1993). Sie war Vollmitglied und Präsidiumsmitglied der russischen Internationalen Akademie für Informierung in Moskau und Korrespondierendes Mitglied der Russischen Akademie der Naturwissenschaften in Moskau (seit 1994).
Igumnowas Forschungsschwerpunkt war die Bibliotheksentwicklung in den Ländern Eurasiens. Ihre Monografie über die Konturen, die Probleme und die Perspektiven des eurasischen Bibliotheksraums erschien 2006. Mit den Ergebnissen ihrer Untersuchungen verteidigte sie 2009 ihre Doktor-Dissertation über Theorie und Praxis der Entwicklung des eurasischen Bibliotheksraums mit Erfolg für die Promotion zur Doktorin der pädagogischen Wissenschaften. Es folgte 2014 ihre Monografie über den eurasischen Bibliotheksraum in der Bibliothekspolitologie.

## Ehrungen, Preise
- Medaille „Veteran der Arbeit“ (1988)[2]
- Verdiente Kulturarbeiterin der Russischen Föderation (1996)[1]
- Veteranin der Russischen Staatsbibliothek (2004)[2]
- Medaille der Interparlamentarischen Assoziation der Gemeinschaft Unabhängiger Staaten (2004)[2]